# Fülesmedúza
A fülesmedúza (Aurelia aurita) a kehelyállatok (Scyphozoa) osztályának zászlószájú medúzák (Semaeostomeae) rendjébe, ezen belül az Ulmaridae családjába tartozó faj.

## Előfordulása
A világszerte elterjedt fülesmedúza a sekély part menti vizekben él a messzi északtól egészen a legdélibb pontig. Sziklás partokon különösen nagy számban fordul elő. Bár a fülesmedúzák tengeri állatok, a brakkvizekben és a tengerbe torkolló folyók édesvizeiben is előfordulnak. Minél édesebb a víz, annál laposabbá válik az állat.

## Megjelenése

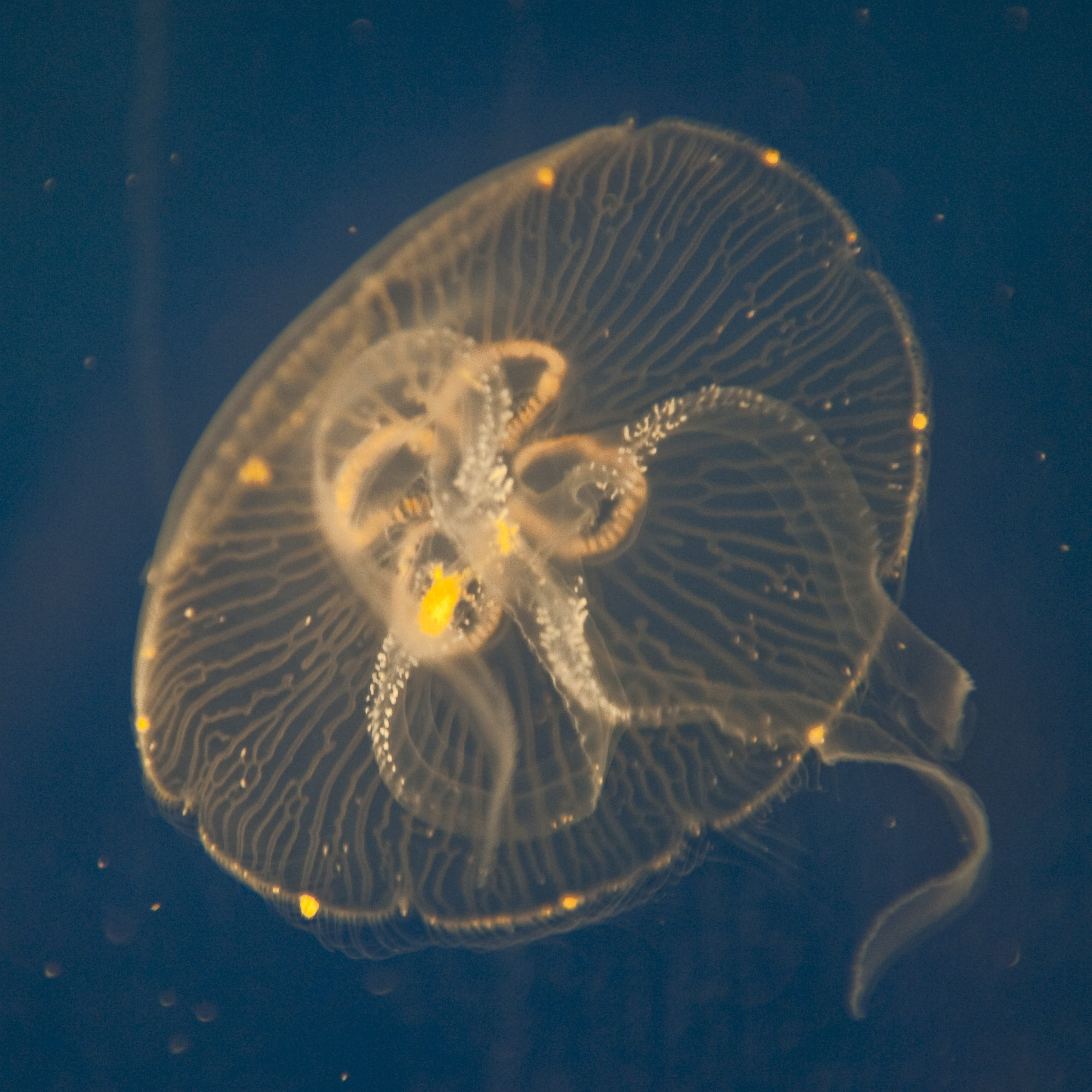
Kifejlett példány

A kifejlett medúza átmérője akár 45 centiméter is lehet, a lárváé legfeljebb 0,5 centiméter. Az állat a négy bíborszínű, patkó alakú ivarszervét kivéve áttetsző. A medúza 96%-át víz teszi ki, testének „vázát” is víz alkotja. Az ernyő alakját a folyadékkal telt, táplálékot és ürüléket szállító csatornák biztosítják. A fülesmedúzák nagyon meleg és nagyon hideg, −0,4 és 31 °C-os vízben is képesek megélni.

## Életmódja
A polip helyhez kötött, és sziklákra tapad; a medúza rajokban úszkál a part menti vizekben. Tápláléka plankton, ezen belül osztrigák, kacsakagylók lárvái és kisebb férgek.

## Szaporodása
A megtermékenyítés a tengerben történik. Egyszerre több ezer petét is kibocsáthat az állat.

## A fülesmedúza életciklusai
1.Planula (szabadon úszó lárva): A pete megtermékenyítése után a fejlődés első szakaszában a csillószőrök segítségével az apró planula képes eltávolodni a medúza szájcsövétől.
2.Polipforma: Polipkarjai vannak, amelyek segítségével elkapja a zsákmányát. Sziklára vagy moszatra tapadva növekszik, amíg teste redős lesz.
3.Ephyra: A polip összeszűkülésével kialakul egy medúzaelőállapot. Az ephyra úgy néz ki, mint több, egymásra rakott tálacska; ezek mindegyikéből medúza lesz.
4.Medúzaforma: A jól ismert, kifejlett medúzának az ernyőjén keresztül látszik négy, patkó alakú ivarszerve. Szájnyílása az ernyő alatt található, húsos lebenyekben végződik. Az ernyő körül rövid, csalánozásra alkalmas tapogatók vannak.